# Crisi alimentària
Una crisi alimentària passa quan, de forma generalitzada, les persones no disposen d'aliments, nutritius i innocus, en les quantitats suficients per permetre'ls satisfer les seves necessitats energètiques diàries, a causa de factors físics (escassetat) i econòmics.